# Vos estis lux mundi
Vos estis lux mundi (Vosotros sois la luz del mundo) es un motu proprio del papa Francisco que concreta las normas que tiene que seguir la Iglesia católica respecto a los abusos sexuales de sacerdotes o miembros de institutos de vida consagrada. Fue publicada una primera versión ad experimentum por cinco años el 9 de mayo de 2019 que entró en vigor el 1 de junio de 2019, y el 25 de marzo de 2023 fue promulgada la versión actual.
El texto obliga a sacerdotes y religiosos a informar al ordinario de los casos de abusos y encubrimiento, refuerza la responsabilidad de los obispos, crea un sistema de denuncia y explica cómo resolver las investigaciones. El documento es fruto del encuentro de obispos sobre la protección de menores y adultos vulnerables en la Iglesia que se celebró en febrero de 2019 en la Ciudad del Vaticano.

## Contenido
Antes del año 2020 todas las diócesis deberán tener una oficina "fácilmente accesible al público" para presentar y procesar las denuncias. La norma prohíbe "los prejuicios, represalias o discriminaciones" contra los que presenten una queja.
Informar a los superiores o la autoridad eclesiástica competente de todas las denuncias relacionadas con los casos de abusos, también las de encubrimiento, pasa a ser una obligación para los religiosos y los sacerdotes, y en caso de incumplimiento podrán ser sancionados. Los delitos que se tienen que denunciar se extienden más allá de los abusos contra niños y adultos vulnerables y la pornografía infantil e incluyen cualquier tipo de violencia sexual y acoso a través del abuso de la autoridad.
El documento precisa que el delito de encubrimiento es equiparable al de abusos y lo describe como  "acciones u omisiones dirigidas a interferir o eludir investigaciones civiles o investigaciones canónicas, administrativas o penales, contra un clérigo o un religioso".
El texto refuerza la figura del arzobispo metropolitano que se encargará de recoger información relevante sobre los hechos y conducir la investigación con el apoyo de expertos laicos si lo considera oportuno, con el objetivo de trasladar los frutos de las investigaciones a la Santa Sede en un plazo de noventa días.
Para afrontar los gastos de los procesos las conferencias episcopales podrán establecer un fondo destinado a sufragar el coste de las investigaciones.